# Nadleśnictwo Strzelce Opolskie
Nadleśnictwo Strzelce Opolskie – jednostka organizacyjna Lasów Państwowych podległa Regionalnej Dyrekcji Lasów Państwowych w Katowicach, której siedziba znajduje się w Strzelcach Opolskich.
Powierzchnia nadleśnictwa wynosi 19 010 ha.
Nadleśnictwo Strzelce Opolskie powstało w roku 1972, wcześniej lasy wchodzące w jego skład należały do nadleśnictw Tworóg i Brynek oraz częściowo do nadleśnictwa Świerklaniec.
W skład nadleśnictwa wchodzi 14 leśnictw w trzech obrębach: Kadłub, Kamień, Zdzieszowice:
- Obręb Kadłub
  - Leśnictwo Daniec
  - Leśnictwo Gąsiorowice
  - Leśnictwo Kadłub
  - Leśnictwo Podborzany
  - Leśnictwo Spórok
- Obręb Kamień
  - Leśnictwo Górażdże
  - Leśnictwo Kalinów
  - Leśnictwo Miedziana
  - Leśnictwo Otmice
- Obręb Zdzieszowice
  - Leśnictwo Klucz
  - Leśnictwo Krępna
  - Leśnictwo Łąki Kozielskie
  - Leśnictwo Kłodnica